# Aventurile Cavalerului Albastru
Aventurile Cavalerului Albastru (în poloneză Przygody Błękitnego Rycerzyka) este un serial de animație polonez pentru copii, produs în perioada 1963–1965 produs de Studioul de filme de animație⁠(d) (Studio Filmów Rysunkowych) din Bielsko-Biała. Serialul este format din 13 episoade.
O versiune cinematografică a serialului, realizată în regia lui Lechosław Marszałek⁠(d), a fost difuzată în premieră în anul 1984.

## Rezumat
Serialul este realizat în tradiția poveștilor și baladelor medievale cu cavaleri. Acțiunea desenelor animate are loc în lumea de basm a insectelor, locuită de gândaci, fluturi, omizi ș.a. În regatul insectelor există o regină, o prințesă și, bineînțeles, un cavaler cu un scutier credincios, care săvârșește acte de vitejie pentru gloria „frumoasei doamne”.
Protagonistul poveștii este spiritul florilor, un elf albastru nobil și curajos, care cântă frumusețea Reginei Fluturilor și se luptă cu teribila Viespe. Pentru această ispravă, regina îl face cavaler. Înnobilat, Cavalerul Albastru rătăcește în jurul lumii, luptă cu dușmanii și o salvează pe prințesă...

## Creatori
Creatorii serialului au fost Lechosław Marszałek⁠(d), Leszek Mech⁠(d), Tadeusz Depa, Alfred Ledwig, Leszek Lorek, Władysław Nehrebecki⁠(d), Edward Wątor și Zdzisław Kudła. Muzica a fost creată de Waldemar Kazanecki. Autorul figurilor din plastic este Alfred Ledwig.

## Lista episoadelor
1. Romantyczna przygoda („O aventură romantică”)
2. Giermek („Scutierul”)
3. Karawana („Caravana”)
4. Czarnoksiężnik („Vrăjitorul”)
5. Mały kwiatek („Mica floare”)
6. Pierwsza wyprawa („Prima expediție”)
7. Biedronka („Buburuza”)
8. Piraci rzeczni („Pirații de pe râu”)
9. Brzydula („Urâtul”)
10. Zasadzka („Ambuscada”)
11. Zamek pułapka („Prinși în capcană”)
12. Rekawiczka („Mănușa”)
13. Zazdrosny Trzmiel („Bondarul gelos”)